# Brutus Magnier
Pour les articles homonymes, voir Brutus et Magnier.
Antoine-Louis-Bernard Magnier, né et baptisé à Guise le 11 juin 1771, décédé à Saint-Louis du Sénégal le 25 septembre 1817 ,, est un militaire français, président d'une commission militaire révolutionnaire pendant la guerre de Vendée. Sous la Révolution, il adopte les prénoms « Lepelletier-Beaurepaire-Brutus ».

## Un militaire d'origine picarde
Né et baptisé le 11 juin 1771 à Guise, à côté de la maison paternelle de Camille Desmoulins, il est le fils d'Alexandre-Antoine Magnier (mort le 8 juin 1808), fils de laboureur devenu procureur au bailliage royal de Guise puis notaire sous l'Empire, et de Barbe Dubois (morte à Guise le 27 août 1807), fille d'un brasseur, mariés dans la même ville le 2 octobre 1770. L'un de ses oncles est tanneur corroyeur, un deuxième officier de santé, un troisième — Paul-Alexis Dubois — maréchal des logis au 16e dragons.
Étudiant, il s'engage à dix-sept ans dans le bataillon de Guyane. Dans le village d'Ouassa, situé au bord de l'Oyapock, il fait la connaissance d'André Pomme, directeur d'une ménagerie,, député à l'assemblée coloniale, siégeant à Cayenne, constituée en août 1790 et futur conventionnel. Le 17 mai 1792, il débarque à Bordeaux et part vers la frontière du Nord pour se battre. Grenadier volontaire à la Bataille de Jemappes, il est nommé sergent pendant la première conquête de la Belgique.
Au printemps 1793, il est envoyé en Vendée avec son bataillon. Élevé au grade de capitaine, il prend le commandement du seul détachement de sapeurs de l'armée de l'Ouest, la compagnie des travailleurs de la Seine.

## Le président d'une commission militaire

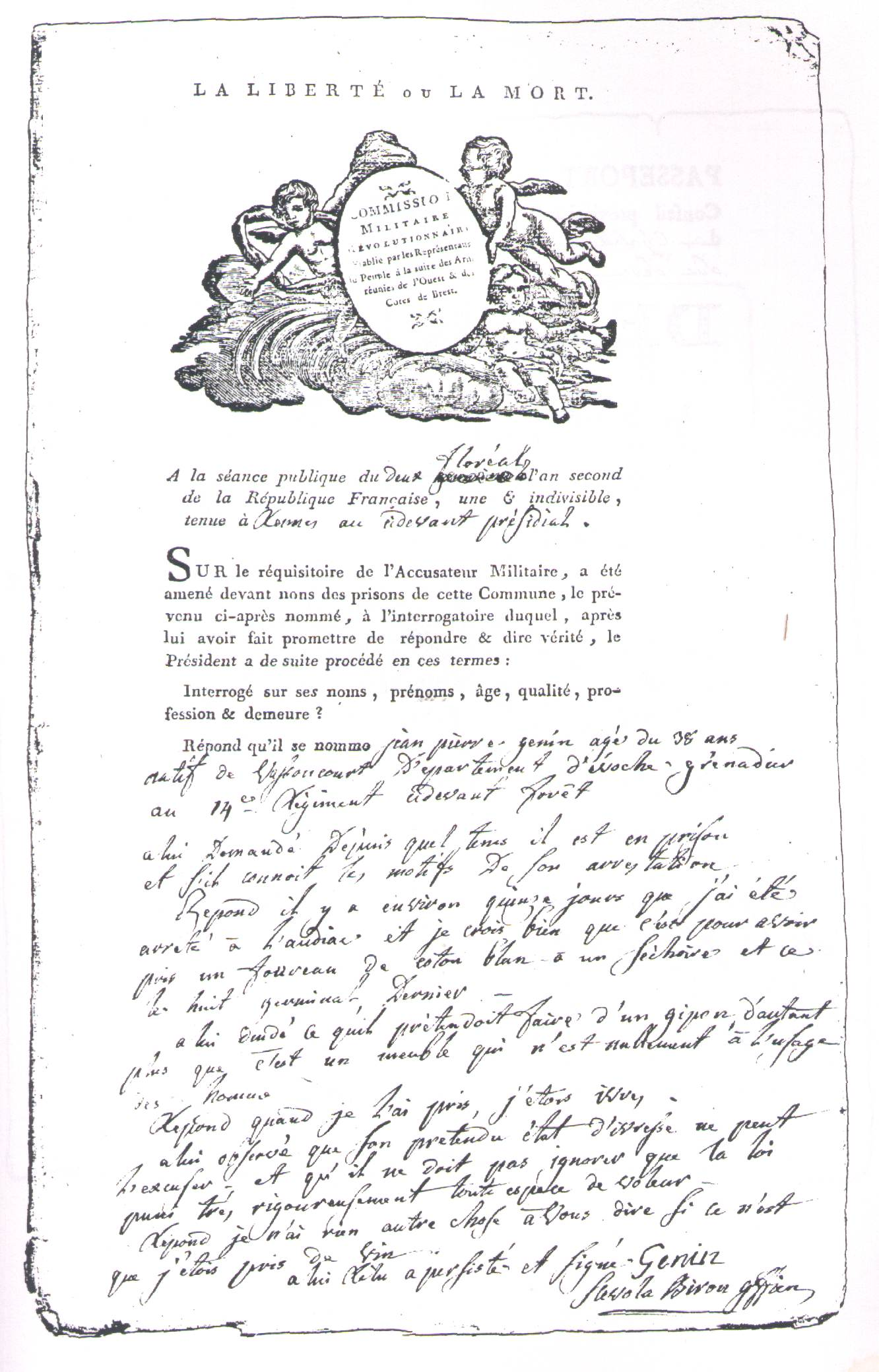
Interrogatoire d'un prévenu devant la commission militaire Brutus Magnier.

Remarqué par les représentants en mission pour son zèle, son courage et sa détermination, il est nommé par un arrêté du 1er frimaire an II (21 novembre 1793) président de la commission militaire révolutionnaire de cinq membres (trois juges, un président et un accusateur public) créée à Antrain pour juger les contre-révolutionnaires — Vendéens et Chouans — pris les armes à la main ou espions, les militaires coupables d'indiscipline conformément au code pénal militaire du 12 mai 1793, enfin, tous les faits attentatoires à la liberté. Par ailleurs, elle peut mettre en état d'arrestation tous les particuliers qu'elle juge suspects « et prendre toutes les mesures de sûreté générale propres à servir la patrie ». Installée dans la grande salle du Palais de justice de Rennes cinq jours plus tard, elle intervient dans le district de Fougères du 19 au 25 frimaire (9-15 décembre), avant de retourner à Rennes, au Présidial, dans la salle du tribunal de paix, où elle demeure jusqu'à sa suppression. Elle tient deux séances (de trois à cinq heures chacune) par jour, à 9 heures et à 18 heures. Entre ces séances, les juges interrogent les prisonniers, et l'un d'eux doit assister aux exécutions, les condamnés étant décapités sur la place du Palais de Rennes, où la guillotine est installée en permanence, ou fusillés, quand elle est envoyée dans une autre ville du département. Autorisée à juger « révolutionnairement et sans jurés tous les coupables des délits compris dans la loi du 19 mars et tous ceux qui seraient convaincus d'avoir crié Vive le roi », la commission se comporte également en tribunal militaire, punissant le pillage, l'indiscipline et les actes de lâcheté.
Le 21 pluviôse (9 février 1794), victime de « fièvre putride », Magnier se voit accorder un congé d'un mois auprès des siens. Le 21 floréal (10 mai), il est envoyé par la Commission à Paris, auprès du Comité de salut public, afin de vérifier si elle peut continuer à siéger après les dernières mesures législatives relatives à la police générale ou la justice militaire adoptées par la Convention. En attendant, les représentants Dubois-Crancé, Alquier et François lui confient par arrêté du 22 floréal (11 mai) les fonctions d'officier de police militaire.  Le 12 prairial (31 mai), Magnier est de retour à Rennes avec un arrêté de Joseph François Laignelot l'autorisant à reprendre ses séances,.
Le 17 prairial (5 juin), peut-être sur la demande de la municipalité de Rennes, Laignelot supprime définitivement la commission, après une interruption du 19 floréal au 13 prairial (8 mai-1er juin). En cinq mois et demi d'existence, elle a tenu 253 séances, jugé 744 personnes (dont 258 militaires), prononcé 267 condamnations à mort. Sur l'ensemble des militaires, 169 ont été acquittés, 2 condamnés à mort, 41 aux fers, 46 à la prison.

## Une victime de la réaction thermidorienne
Arrêté à Rennes le 21 thermidor (8 août) comme agent de Robespierre et emprisonné à la tour Le Bât sous l'inculpation de dilapidation des fonds publics, d'abus d'autorité et d'intelligence avec les ennemis de la République, Magnier est renvoyé le 15 brumaire an III (5 novembre 1794) devant le tribunal révolutionnaire de Paris. Conduit à cheval entre deux gendarmes, il comparaît le 6 ventôse (24 février 1795) devant le tribunal, qui l'acquitte et le renvoie au tribunal criminel d'Ille-et-Vilaine pour dilapidation des deniers publics.
Durant son incarcération à la prison du Plessis, du 24 pluviôse au 23 ventôse (12 février-13 mars), il rédige vingt-cinq numéros d'un journal manuscrit destiné aux détenus et intitulé le Démocrite, ou Journal de Midi.
De retour à Rennes le 6 germinal (26 mars), il est interné à la prison de la Porte-Saint-Michel. Le 21 germinal (10 avril), après l'échec de l'insurrection du 12 germinal (1er avril), il adresse de sa cellule une lettre au conventionnel André Pomme dans laquelle il décrit à grands traits sa vie et qui a servi à l'écriture des divers articles biographiques qui lui ont été consacrés.
Comme Louis Pierre Dufourny de Villiers, de sa prison, il échafaude un projet d'« insurrection des faubourgs parisiens qui restaurerait le peuple français dans ses pleins droits de souverain ».
À l'annonce de l'échec de l'insurrection du 1er prairial (20 mai), il adresse au Comité de sûreté générale (rebaptisé par ses soins « comité de dévastation générale ») une lettre accusatrice le 14 prairial (2 juin). Cette lettre attire sur lui l'attention des autorités, qui prennent au sérieux l'affirmation selon laquelle son projet d'insurrection serait à l'origine de la journée de prairial. Le 25 prairial (13 juin), Joseph-Nicolas Pierret obtient de la Convention son renvoi devant la commission militaire établie à Paris pour juger les « auteurs, fauteurs et adhérents de l'insurrection » de prairial. Le 4 messidor (22 juin), il est conduit entre deux gendarmes, à pied, jusqu'à Paris, où il arrive le 15 (3 juillet), et écroué à la maison d'arrêt des Quatre-Nations, où à son grand dépit il a pour compagnon de cellule l'espion britannique Nicolas Madget. Dès le 16 messidor (4 juillet), lendemain de son arrivée, il adresse une lettre à la commission, dans laquelle il affirme : « Frappez, frappez, bourreaux, je mourrai en criant Vive la République! ». Mis au secret le 24 messidor (12 juillet) au dépôt de la commission militaire, il comparaît le 3 thermidor (21 juillet) devant la commission, qui le condamne à la déportation à Sinnamary (Guyane). En attendant son départ, il est enfermé à la prison de Bicêtre, où il fait la connaissance de Peyssard, et demeure jusqu'à l'amnistie générale du 4 brumaire an IV (26 octobre 1795).

## Un officier néo-jacobin
Membre, après sa libération, d'une « association contraire aux lois » à Fontenay-le-Comte, il prononce devant la société populaire de Périgueux — dont Peyssard a été élu maire — des discours qui laissent penser aux autorités qu'il est un émissaire de Gracchus Babeuf et dans lequel il fait l'éloge de Maximilien de Robespierre, mais qui sont présentés dans une plaquette publiée par l'administration municipale comme des « principes du plus pur républicanisme ». Puis il se rend à La Rochelle où, le 26 messidor an IV (14 juillet 1796), il signe avec plusieurs autres officiers de son bataillon de sapeurs une pétition au conseil des Cinq-Cents en faveur de Jean-Baptiste Drouet, ce qui leur vaut d'être arrêté le 1er frimaire an V (21 novembre 1796) par le général Vimeux (circonstance aggravante, Magnier aurait assuré « qu'il la signeroit de son sang ; & que les deux Conseils n'étoient composés en majeure partie que de royalistes »). Jugé par le tribunal de Saintes il est acquitté le 29 messidor an V (17 juillet 1797) et libéré. La seconde affaire fait l'objet d'un rapport de Merlin de Douai le 13 vendémiaire an VI (4 octobre 1797),.
En germinal an VI, officier réformé, il est électeur du département de la Seine et intervient le 25 germinal (22 avril 1798) devant le Conseil des Cinq-Cents pour demander la prorogation des opérations de l'assemblée électorale. Le 30 germinal (19 avril), Schérer, ministre de la Guerre, indique, dans une lettre au secrétaire général du Directoire, Lagarde, parue dans Le Moniteur universel, que Magnier n'est inscrit sur aucun contrôle d'officiers de chasseurs, en pied ou à la suite.
Peu après, le Directoire exécutif lui confie le commandement d'une compagnie en Guyane avec le grade de capitaine ; il arrive en octobre 1798 avec l'agent du Directoire Étienne Laurent Pierre Burnel et 125 hommes de troupe à bord de deux frégates qui transportent également des troupes et un gouverneur pour la Guadeloupe. Le 22 nivôse an VII (11 janvier 1799), il remet à André-Daniel Laffon de Ladebat, l'un des royalistes déportés après le coup d'État du 18 fructidor an V (4 septembre 1797), une lettre de son épouse. Toutefois, il entre bientôt en conflit avec l'agent Burnel, qui le fait rembarquer pour Saint-Thomas,.
En brumaire an VIII (novembre 1799), le gouvernement consulaire décide de le déporter, avec de nombreuses autres personnalités républicaines. Une note confirme alors que le Directoire lui avait donné à Cayenne « une place de capitaine, il y a plus de dix-huit mois » et indique, de manière erronée : « On nous dit qu'il est resté malade dans un des ports de la République ». Toutefois, Alphonse Aulard et Jean Destrem précisent que d'autres sources assurent qu'il est parti depuis longtemps pour sa destination et qu'il est tombé entre les mains des Anglais,,.
Capitaine du 1er bataillon de sapeurs capturé par les Anglais à bord de la corvette l'Active en allant de la Guadeloupe à Bordeaux, il arrive le 6 vendémiaire an IX (28 septembre 1800) à bord de la frégate anglaise la Minerve à Lisbonne, où il est rendu le 28 (20 octobre) à l'agent de marine chargé de l'échange des prisonniers. Passant par Madrid, Barcelone, Narbonne, Toulouse et Agen, il part attendre son cartel d'échange à Périgueux, où il arrive le 25 frimaire (16 décembre) et se fait recevoir par des artisans de la ville. Alors qu'il séjourne depuis quelques jours à Bergerac, il est interpellé et interrogé par le maire et le commissaire de police le 14 nivôse (4 janvier 1801), peu après l'annonce de l'attentat de la rue Saint-Nicaise. Dans la déclaration qu'il rédige à leur intention, il déclare être sorti de France à l'époque du Directoire et être connu de Joseph Fouché, ministre de la Police. Il est alors marié et père de deux enfants, dont une fille.